# Shisha Pangma
Shishapangma (tibetanska: ཤིས་ས་སྤང་མ, Wylie: shi sha sbang ma, kinesiska: Xīxiàbāngmǎ Fēng 希夏幫馬峰), 8027 meter, är världens 14:e högsta berg. Det var det sista av alla 8000 meters-berg att bli bestiget. Det blev bestiget för första gången den 2 maj 1964 av en stor kinesisk expedition ledd av Xǔ Jìng. På sanskrit heter berget Gosainthan, vilket betyder "helgonens plats" eller "Guds adobe".

## Geografi
Shishapangma är den enda 8000 meters topp som är belägen helt i Kina och tillhör bergskedjan Himalaya. 

## Klättrarhistoria
Uppskattningsvis 22 människor har omkommit på Shishapangma, bland dessa de välkända bergsbestigarna Alex Lowe och Dave Bridges (1999); samt den portugisiska klättraren Bruno Carvalho. 
Ingen svensk har än så länge nått huvudtoppen av berget. Göran Kropp, Renata Chlumska och Fredrik Sträng har dock nått den centrala toppen på strax över 8000 meter.
2004 besteg Fredrik Ericsson den centrala toppen och blev vid nerfärden den första svensk att åka skidor nedför ett 8000 meter högt berg.